# جو ساج
جو ساج هو محامي وسياسي أمريكي، ولد في 24 أغسطس 1920، وتوفي في 9 يناير 1977. نشط حزبياً في الحزب الجمهوري. وقد انتخب عضو مجلس نواب تكساس ‏.